# Gaetano Alimonda
Gaetano Alimonda, italijanski rimskokatoliški duhovnik, škof in kardinal, * 23. oktober 1818, Genova, † 30. maj 1891.

## Življenjepis
10. junija 1843 je prejel duhovniško posvečenje.
21. septembra 1877 je bil imenovan za škofa Albenge; škofovsko posvečenje je prejel 11. novembra istega leta.
12. maja 1879 je bil povzdignjen v kardinala, imenovan za kardinal-duhovnika S. Maria in Traspontina ter bil postavljen za uslužbenca Rimske kurije.
9. avgusta 1883 je bil imenovan za nadškofija Torina.
Umrl je 30. maja 1891.